# Synod w Jamni
Synod w Jamni (Jawne, Jabne) – synod rabinów, który miał mieć miejsce około 90/95 roku n.e. w Jawne (w okolicach dzisiejszego Tel Awiwu) – głównym ośrodku badań halachicznych, gdzie też powstała pierwotna redakcja miszny.
Synod miał być konferencją rabinów, na której najprawdopodobniej ustalono pierwszy raz oficjalnie kanon Pism Starego Przymierza, czyli (Tanach). Główną decyzją o kanoniczności ksiąg które zaliczono do Tanach zostało przyjęte określenie przez rabinów zakończenia się objawiania proroctw i proroków około roku 400 p.n.e., w związku z czym powstałe w późniejszym czasie pisma nie zostały włączone w skład kanonu świętych ksiąg judaizmu.

## Krytyka historyczna
Według stanowiska krytycznego Synod w Jawne ma być „wyłącznie koncepcją historyczną”, którą jako pierwszy opisał w 1871 roku, niemiecki uczony pochodzenia żydowskiego, Heinrich Graetz (w książce: Kohelet oder der Salomonische Prediger, Lipsk 1871; str. 155-156).

### Tło historyczne
Filistyńskie miasto Jamni, znane również pod nazwami Jamnia, Jabne, Jawne, w Septuagincie występuje pod nazwą Iabne, a w Wulgacie jako Iabniae. Jest ono położone nad Morzem Śródziemnym, pomiędzy Gat i Aszdod. Jest też ono utożsamiane z Jabneel z Księgi Jozuego 15,11 a także wzmiankowane w innych miejscach w Starym Testamencie.
W trakcie Powstania Żydowskiego trwającego w latach 66–73 została zniszczona Jerozolima a Jamnię zajął Wespazjan, który osiedlał tam mieszkańców innych miejscowości, uznających jego władzę. Po upadku powstania, za zgodą Wespazjana do Jamnii przeniósł się także rabbi Johanan ben Zakkaj, wraz ze swymi uczniami, rozpoczynając proces rekonstrukcji judaizmu pozbawionego Świątyni. Oznaczało to przenosiny Wielkiego Sanhedrynu do Jamni.

### Akademia w Jamni
Uczeni żydowscy rozstrzygali tam kwestie religijne związane z kalendarzem liturgicznym, obowiązkiem modlitwy, szabatem, świętami i prawem rodzinnym. Niektórzy historycy, jak np. H. Graetz, F. Buhl i O. Eissfeldt, opierając się na interpretacji tekstu talmudycznego miszny Jadaim 3,5 doszli do wniosku, że około 90 roku, za Eleazara ben Azariasza został tam zamknięty żydowski kanon Biblii. Ważną rolę w tym procesie miał odegrać Akiba ben Josef. W akademii w Jawne miano również dokonać wyboru tekstów poszczególnych ksiąg spośród istniejących wówczas wersji tekstów biblijnych. Zgodnie z tym wyborem odtąd w kulcie synagogalnym i nauczaniu religijnym należało się posługiwać wyłącznie nimi. Z wybranych wówczas wersji tekstów powstał tekst masorecki, a inne wersje tekstów Biblii hebrajskiej odbiegające od przyjętego kanonu, miały zostać złożone w genizach synagog.
W 1964 roku Jack P. Lewis skrytykował tę hipotezę. Argumentował, że debata nie była związana z Jamnią, nie chodziło w niej o kanoniczność, debata dotyczyła tylko Księgi Koheleta i Pieśni nad pieśniami. 
Podobnie Sidney Z. Leiman, argumentował, że w Jadaim 3,5 jest mowa tylko o dyskusji nad Pieśnią nad pieśniami i Księgą Koheleta i nie ma żadnych podstaw by twierdzić, że w Jamni zamknięto kanon żydowski Biblii, uważają również, że nie ma podstaw by twierdzić, że odbył się tam jakikolwiek synod uczonych żydowskich. Zdaniem Alexandra Dubrau od lat 70. XX wieku w badaniach dominuje pogląd, że w Jabne nie miał miejsca żaden synod poświęcony kwestiom kanoniczności ksiąg biblijnych, rozumiany w sposób analogiczny do synodów chrześcijańskich.